# Roburocoris
Roburocoris is een geslacht van wantsen uit de familie van de Miridae (Blindwantsen). Het geslacht werd voor het eerst wetenschappelijk beschreven door Weirauch in 2009.

## Soorten
Het genus bevat de volgende soorten:

- Roburocoris exiguus Weirauch, 2009
- Roburocoris grandiculus Weirauch, 2009
- Roburocoris maculosus (Knight, 1925)
- Roburocoris peramplus Weirauch, 2009